# Novo Santo Antônio (Mato Grosso)
Novo Santo Antônio – miasto i gmina w Brazylii, w stanie Mato Grosso.